# Crécy-en-Ponthieu
Crécy-en-Ponthieu (picardisch Carcy-in-Pontiu) ist eine Gemeinde im Norden Frankreichs im Département Somme in der Region Hauts-de-France. Sie gehört zum Kanton Rue und hat 1.352 Einwohner (Stand 1. Januar 2022).

## Geographie

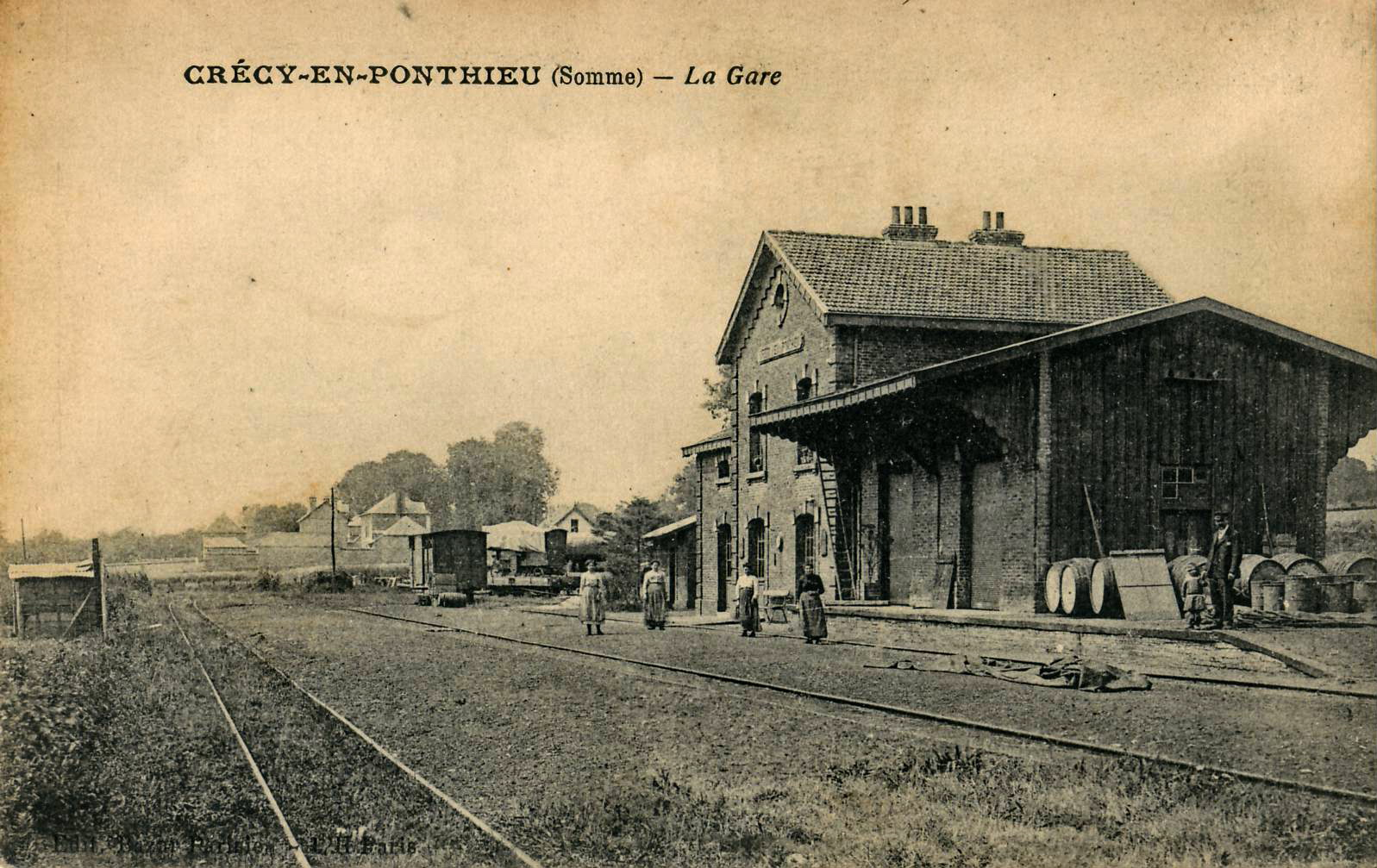
Ehemaliger Bahnhof

Die Gemeinde liegt etwa 15 Kilometer nördlich von Abbeville am Flüsschen Maye. Der Staatswald Forêt de Crécy, mit 43 km² das größte zusammenhängende und öffentlich zugängliche Waldgebiet des Departements Somme, erstreckt sich über den Süden der Gemeinde. Zu Crécy gehören die Gemeindeteile Caumartin im Westen, Crécy-Grange im Norden und Marcheville mit Le Chaufour im Südosten sowie Le Rivage und die Ferme du Morneux. Von 1892 bis 1951 verkehrte eine Meterspurbahn von Abbeville nach Dompierre-sur-Authie. Das Gemeindegebiet liegt im Regionalen Naturpark Baie de Somme Picardie Maritime.

## Geschichte
Das schon in gallo-römischer Zeit besiedelte Crécy, dessen Name sich vom spätlateinischen Crisciacum ableitet, und das früher der Grafschaft Ponthieu zugehörig war, ist hauptsächlich durch die Schlacht von Crécy am 26. August 1346 bekannt, der ersten bedeutenden Schlacht im Hundertjährigen Krieg zwischen England und Frankreich. Die Erinnerung an sie bewahrt unter anderem die Mühle Eduards III. am Ortsrand.
1358 wurde der Ort in der Jacquerie niedergebrannt, ebenso 1636 durch spanische Truppen.
1940 wurde ein britischer Flugplatz errichtet, der nach der deutschen Besetzung von der Luftwaffe genutzt wurde.

### Flugplatz Crécy-Granges
Das Aérodrome de Crécy-Granges, auch Aérodrome de Crécy-en-Ponthieu, befand sich nördlich des Ortes an der Straße (heutige D12) nach Ligescourt. Er entstand nach Beginn des Zweiten Weltkriegs für die britische Royal Air Force (RAF). Die Nutzung durch die RAF beschränkte sich jedoch auf wenige Tage im Mai 1940 durch Blenheim Mk.IV der 18., 53., 57. und 59. Staffel.
Nach Besetzung der Gegend durch die deutsche Wehrmacht nutzte ihn die Luftwaffe als Flugplatz Ligescourt. Erster Nutzer waren in der ersten Hälfte des Juni 1940 Bf 109E  der 1. Gruppe des Lehrgeschwaders 2 (I.(J)/LG 2), der I. Gruppe des Jagdgeschwaders 20 (I.(J)/JG 20) und des Stabs des Jagdgeschwaders 51 (JG 51).
Während der Luftschlacht um England war der Flugplatz eine Bf 110C-Basis. Die II. Gruppe des Zerstörergeschwaders 26 (II./ZG 26) war hiervon Juni bis November 1940 stationiert und hinzu kam zwischen Juli und Anfang Oktober noch die II. Gruppe des Lehrgeschwaders 1 (V.(Z)/LG 1).
Im zweiten und dritten Quartal 1941 wurde Ligescourt erneut Stützpunkt von Bf 109E/F, zwischen Anfang April und Anfang Juni 1941 zunächst derer der I. Gruppe des Jagdgeschwaders 53 (I./JG 53) und anschließend bis Mitte Oktober des III. Gruppe des Jagdgeschwaders 26 (III./JG 26). Hinzu kam im Juni/Juli für 10 Tage die III. Gruppe des Jagdgeschwaders 2 (III./JG 2).
In den Jahren 1942 bis 1944 wurde der Flugplatz dann nur noch sporadisch genutzt. Nach dem Krieg wurde er nicht weiter genutzt und das Areal 1947 entwidmet.

## Einwohner
| 1962 | 1968 | 1975 | 1982 | 1990 | 1999 | 2006 | 2018 |
| ---- | ---- | ---- | ---- | ---- | ---- | ---- | ---- |
| 1419 | 1398 | 1595 | 1583 | 1491 | 1577 | 1548 | 1403 |

## Sehenswürdigkeiten

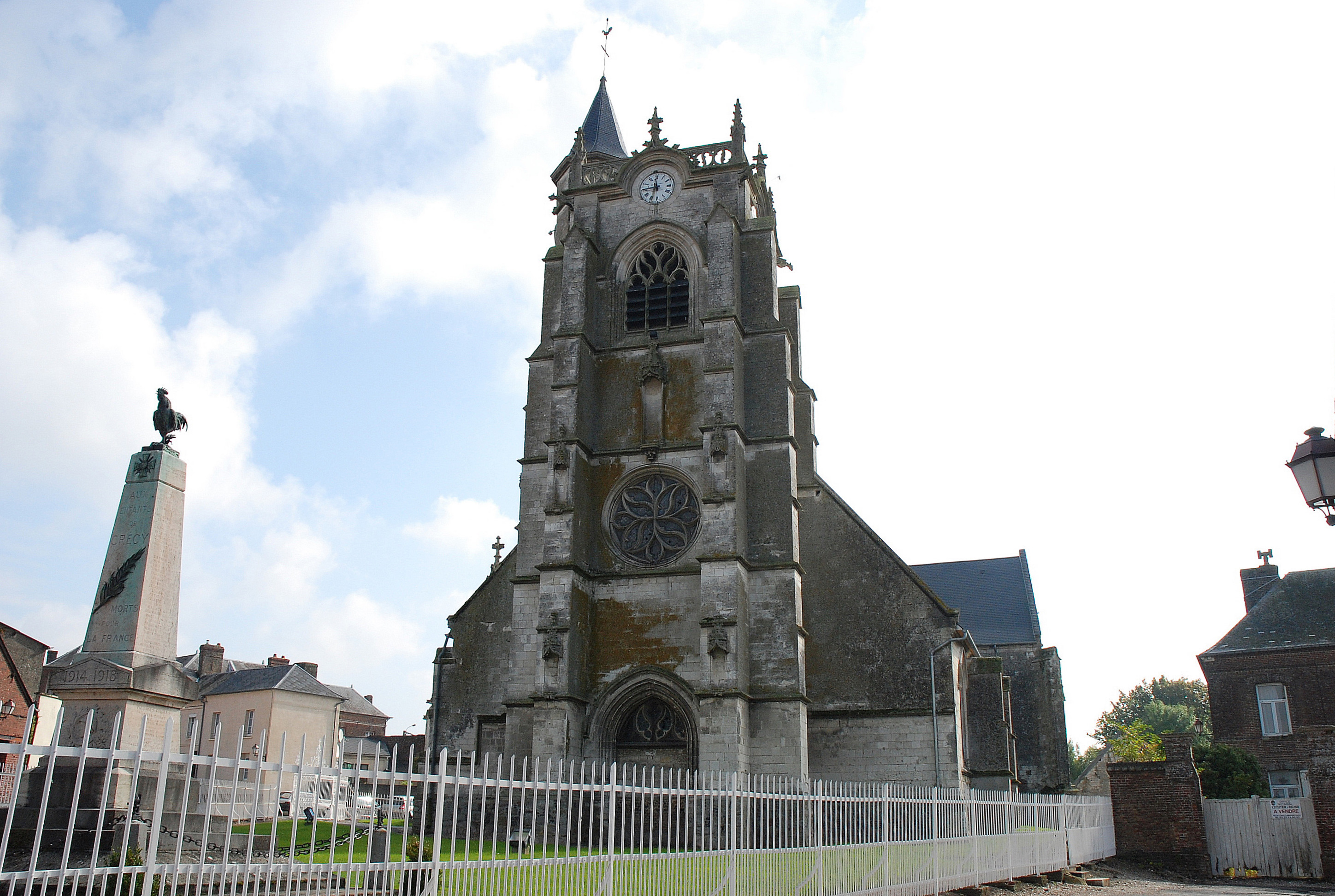
Kirche Saint-Séverin

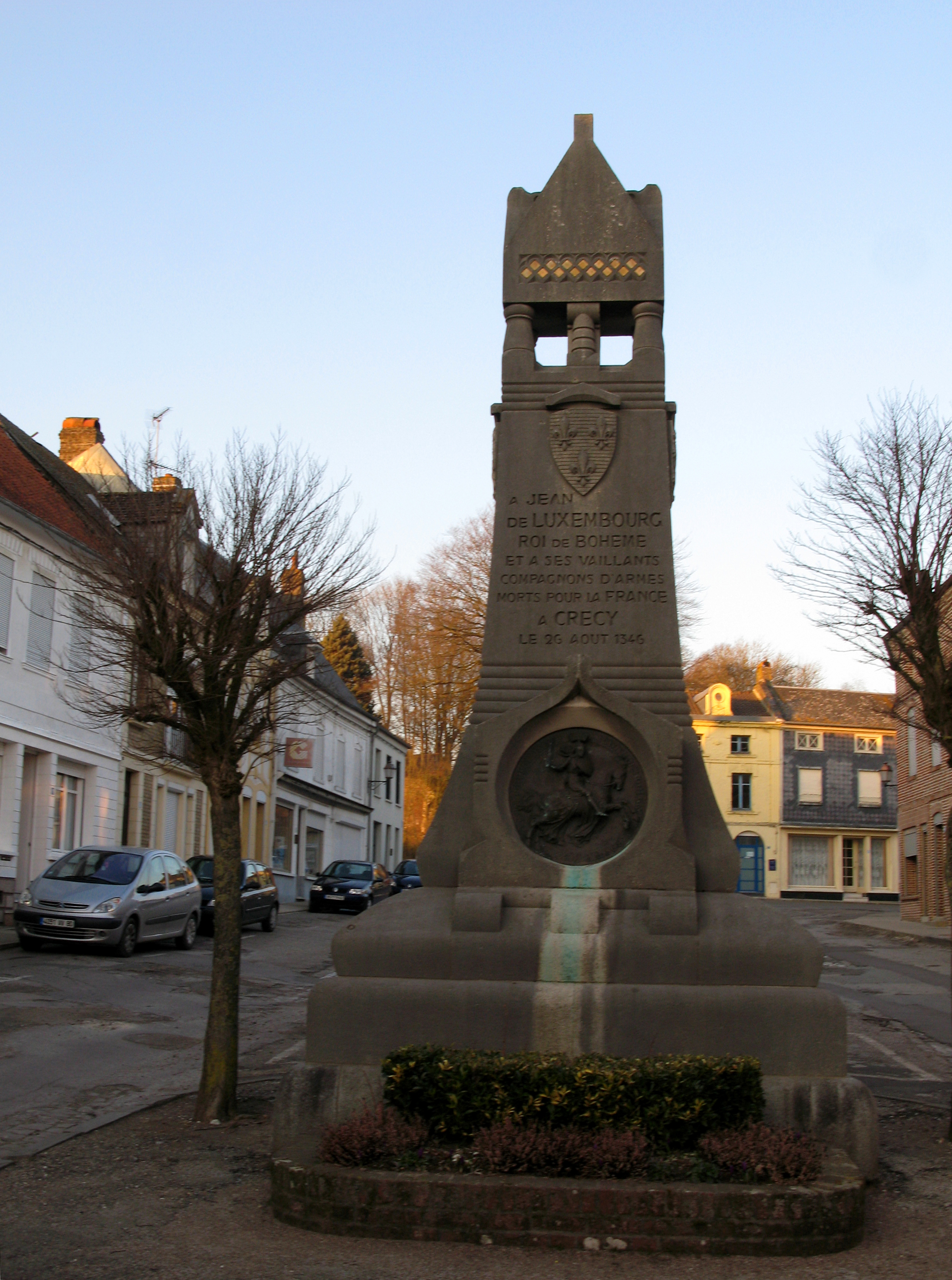
Denkmal für Johann von Böhmen

- Kirche Saint-Séverin aus dem 15. und 16. Jahrhundert
- Croix du Bourg, die mit den Eleanor-Kreuzen in England verglichen wird
- 1905 errichtetes Denkmal für den in der Schlacht von Crécy gefallenen Johann von Böhmen
- zwei Kriegerdenkmäler
- Museum Emhisarc

## Persönlichkeiten
- Jean Lemoine (1250–1313), Kardinal und Bischof von Arras, in Crécy geboren

## Partnerstadt
- Llantrisant